# Моравски Свети Ян
Моравски Свети Ян (на словашки: Moravský Svätý Ján) е село в окръг Сеница, Търнавски край, Западна Словакия. Населението му е 2131 души.
Разположено е на 152 m надморска височина, на 32 km западно от град Сеница. Площта му е 39,22 km². Кмет на селото е Антон Емрих.